# 戈諾拉季夫卡
49°24′30″N 24°46′3″E / 49.40833°N 24.76750°E
戈諾拉季夫卡（烏克蘭語：Гоноратівка），是烏克蘭西部的村莊，隸屬伊萬諾-弗蘭科夫斯克州的伊萬諾-弗蘭科夫斯克區。該村面積2.62平方公里，2001年人口117，人口密度每平方公里44.7人。